# Сан Пиетро Вал Лемина
Сан Пиѐтро Вал Лѐмина (на италиански: San Pietro Val Lemina; на пиемонтски: San Pé, Сан Пе, на окситански: San Piere, Сан Пиере) е село и община в Метрополен град Торино, регион Пиемонт, Северна Италия. Разположено е на 451 m надморска височина. Към 1 януари 2020 г. населението на общината е 1426 души, от които 69 са чужди граждани.